# Eutarico
Flavio Eutarico Cillica (en latín, Flavius Eutharicus Cillica, 480-522) fue un noble visigodo, esposo de la reina ostrogoda Amalasunta, nominado por Teodorico el Grande como su sucesor en los reinos ostrogodo y visigodo. A principios del siglo VI desempeñó el consulado romano, junto al emperador de Oriente, Justino I, que lo adoptó como hijo de armas. En 522 murió a los 42 años de edad y no pudo llegar a heredar el trono de Teodorico. Este alegó que Eutarico era un descendiente de la estirpe real gótica de los Amalos y estaba previsto que su matrimonio con Amalasunta –hija de Teodorico- uniría ambos reinos godos en una misma dinastía que fortaleciera el dominio godo sobre el Mediterráneo occidental frente al ascendiente poder de los francos.
Durante su año de consulado (519), las relaciones entre el Imperio de Oriente y la Italia ostrogoda fueron muy estrechas, llegando a concluir el cisma acaciano entre las Iglesias de Roma y Constantinopla. Eutarico era nominalmente un estadista, político y militar del Imperio, faceta que convivió con su condición de noble visigodo de religión arriana, lo que le llevó a frecuentes conflictos con la mayoría católica, sobre todo por el respeto ejercido sobre la minoría judía por Eutarico, en consonancia con la condición de minoría de su propia religión arriana. A raíz de los disturbios en Rávena, donde los católicos quemaron sinagogas, la posición de Eutarico empezó a verse con resentimiento según la crónica del Anónimo Valesiano.
Tras la muerte de Eutarico, su hijo Atalarico subió al trono ostrogodo, pero murió a la temprana edad de 18 años. Tras el fallecimiento Amalasunta intentó ejercer sus derechos dinásticos, pero finalmente fue asesinada por el nuevo rey ostrogodo Teodato y su muerte fue la excusa para la intervención de Justiniano en Italia en su política expansionista por el Mediterráneo.

## Primeros años
Eutarico nació alrededor del año 480 en una familia noble visigoda de la estirpe de los Amalos. Eutarico era ascendiente de Veteric y Berismund, padre y abuelo, a partir de los que entronca con Turismundo, quien fue rey de los visigodos de 451 a 453. Eutarico creció en Hispania, donde mantuvo la reputación de ser "un joven fuerte y sabio". Más tarde llegó a ser “hijo de armas” del emperador Justino I, algo que indica que desde temprana edad se dedicó a labores marciales.
Teodorico el Grande introdujo a Eutarico en la escena política tanto del mundo romano como del gótico, porque ambos estaban conectados a través del antiguo rey godo Hermanarico. Eutarico descendía a través de cinco generaciones de Hermanrico, mientras que su hermano mayor –Vultvulf- era el ancestro de Teodorico.

## Muerte y legado
Eutarico murió en 522, tres años después de su consulado, a la edad de 42 años. Con su muerte, los deseos de Teodorico de unificar ambos reinos bajo su dinastía se vieron frustrados. A esto se suma la fuerte oposición de la nobleza arriana visigoda y la actitud del general Teudis, que siempre actuó con gran independencia en Hispania. Aunque Eutarico tuvo un hijo, Atalarico, nacido en 518, y una hija, Matasuenda, la dinastía nunca llegó a consolidarse. A la muerte de Teodorico en 526, Atalarico heredó el reino ostrogodo de Italia bajo la regencia de Amalasunta, mientras que Amalarico heredó la parte hispana del reino. Atalarico murió en octubre de 534, a la edad de 18 años, lo que obligó a su madre, para mantener su poder, a asociar al trono a su primo y sobrino de Teodorico Teodato. Aunque hizo jurar fidelidad a Amalasunta, Teodato se sentía inseguro y en diciembre de 534 la envió presa a una isla del Lago de Bolsena, donde finalmente fue asesinada el 30 de abril de 535.